# Torneo Apertura 2025 (Liga MX Femenil)
El Torneo Apertura 2025 es la XVII edición del campeonato de liga de la Primera División Femenil de México con la que se abre la temporada futbolística 2025-26 de la liga. La Primera División Femenil de México, conocida también como Liga MX Femenil, es la principal liga de fútbol profesional femenil en México la cual está regulada por la Federación Mexicana de Fútbol.

## Sistema de competición
El torneo de la Liga MX Femenil, está conformado en dos partes:
- Fase de calificación: Integrado por 17 jornadas, donde los 18 equipos se enfrentan entre sí bajo el sistema de todos contra todos.
- Fase final: Corresponde a un sistema de eliminación directa a visita recíproca, disputándose en tres etapas: cuartos de final, semifinal y final.

### Fase de clasificación
En la fase de clasificación participan los 18 clubes de la Liga MX Femenil enfrentándose en cada torneo en sistema de todos contra todos durante las 17 jornadas respectivas, a un solo partido. Esta fase se rige bajo un sistema de puntuación convencional en el cual se pueden obtener tres resultados al finalizar un partido: ganar, empatar o perder. La puntuación para cada uno de estos resultados está sujeto a las siguientes condiciones:
- Por juego ganado se obtendrán tres puntos.
- Por juego empatado se obtendrá un punto.
- Por juego perdido no se otorgan puntos.

El orden de los clubes al final de la fase de calificación del torneo corresponderá a la suma de los puntos obtenidos por cada uno de ellos y se presentará en forma descendente. Si al finalizar las 17 jornadas del torneo, dos o más clubes estuviesen empatados en puntos, su posición en la tabla general será determinada atendiendo a los siguientes criterios de desempate:
1. Mejor diferencia entre los goles anotados y recibidos y goles.
2. Mayor número de goles anotados.
3. Mayor número de goles anotados como visitante.
4. Marcadores particulares entre los clubes empatados.
5. Tabla de Fair Play.
6. Sorteo

La tabla de Fair Play es un sistema de puntuación que evalúa el juego limpio de cada equipo, considerando las tarjetas amarillas y rojas recibidas durante el torneo. Bajo este sistema, se suma un punto por cada amonestación recibida. Por cada expulsión por roja directa o doble amonestación, se suman tres puntos. En caso de que una jugadora reciba una amonestación y una expulsión directa en un mismo partido, se suman cuatro puntos. La tabla ordena a los equipos de forma creciente a partir de la sumatoria de puntos fair play obtenidos, siendo el 1° el equipo que menos puntos sumó y el 18° el que más. Como criterio de desempate, tendrá ventaja el equipo que se encuentre mejor posicionado en dicha tabla. 
Participan automáticamente en la fase final por el título de Campeón del Torneo Clausura 2025 de la Liga MX Femenil, los ocho primeros clubes de la tabla general de clasificación al término de las 17 jornadas.

### Fase final
La Fase Final se desarrolla en las siguientes etapas: cuartos de final, semifinales y final. Los partidos son jugados a visita recíproca, disputándose los juegos de vuelta en los estadios sede de los equipos mejor posicionados en la tabla general de clasificación. Para esta fase se cuenta con la asistencia del sistema VAR, por lo que los partidos deben celebrarse forzosamente en los estadios sede de los clubes filiales de LIGA MX. En las etapas de cuartos de final y semifinales resulta vencedor el equipo que en los dos juegos anote el mayor número de goles; o en el caso de existir empate, avanza el equipo mejor posicionado en la tabla general de clasificación. 

#### Cuartos de final
Los ocho clubes calificados a la fase final son ordenados de acuerdo con el lugar ocupado en la tabla general al término de la fase de clasificación, asignando el número uno al club mejor clasificado, y así hasta el número ocho. Estos ocho equipos disputan los cuartos de final de la siguiente manera:
| IDA      | VUELTA   |
| -------- | -------- |
| 8° vs 1° | 1° vs 8° |
| 7° vs 2° | 2° vs 7° |
| 6° vs 3° | 3° vs 6° |
| 5° vs 4° | 4° vs 5° |

#### Semifinales
En las semifinales participan los cuatro clubes vencedores de cuartos de final reordenándolos del uno al cuatro, de acuerdo a su mejor posición en la tabla general de clasificación, enfrentándose de la siguiente manera:
| IDA      | VUELTA   |
| -------- | -------- |
| 4° vs 1° | 1° vs 4° |
| 3° vs 2° | 2° vs 3° |

#### Final
Disputarán el título de Campeón del Torneo Clausura 2025, los dos clubes vencedores de la fase semifinal correspondiente, reubicándolos del uno al dos, de acuerdo a su mejor posición en la tabla general de clasificación, enfrentándose de la siguiente manera:
| IDA      | VUELTA   |
| -------- | -------- |
| 2° vs 1° | 1° vs 2° |

El club vencedor de la final y por lo tanto Campeón del Torneo Clausura 2025, será aquel que en los dos partidos anote el mayor número de goles. Si al término del tiempo reglamentario. el marcador global está empatado, se procede a lanzar tiros penales hasta que resulte un vencedor.

## Información de los equipos

### Equipos por Entidad Federativa
| Entidad Federativa | N.º | Equipos                    |
| ------------------ | --- | -------------------------- |
| Ciudad de México   | 3   | América, Cruz Azul y Pumas |
| Jalisco            | 2   | Atlas y Guadalajara        |
| Nuevo León         | 2   | Monterrey y Tigres         |
| Aguascalientes     | 1   | Necaxa                     |
| Baja California    | 1   | Tijuana                    |
| Chihuahua          | 1   | Juárez                     |
| Coahuila           | 1   | Santos Laguna              |
| Estado de México   | 1   | Toluca                     |
| Guanajuato         | 1   | León                       |
| Hidalgo            | 1   | Pachuca                    |
| Puebla             | 1   | Puebla                     |
| Querétaro          | 1   | Querétaro                  |
| San Luis Potosí    | 1   | San Luis                   |
| Sinaloa            | 1   | Mazatlán                   |

| Entidad Federativa | N.º | Equipos                    |
| ------------------ | --- | -------------------------- |
| Ciudad de México   | 3   | América, Cruz Azul y Pumas |
| Jalisco            | 2   | Atlas y Guadalajara        |
| Nuevo León         | 2   | Monterrey y Tigres         |
| Aguascalientes     | 1   | Necaxa                     |
| Baja California    | 1   | Tijuana                    |
| Chihuahua          | 1   | Juárez                     |
| Coahuila           | 1   | Santos Laguna              |
| Estado de México   | 1   | Toluca                     |
| Guanajuato         | 1   | León                       |
| Hidalgo            | 1   | Pachuca                    |
| Puebla             | 1   | Puebla                     |
| Querétaro          | 1   | Querétaro                  |
| San Luis Potosí    | 1   | San Luis                   |
| Sinaloa            | 1   | Mazatlán                   |

### Información de los equipos participantes
| Equipo               | Entrenador(a)         | Ciudad                               | Estadio                   | Capacidad | Patrocinador       | Kit         |
| -------------------- | --------------------- | ------------------------------------ | ------------------------- | --------- | ------------------ | ----------- |
| América              | Ángel Villacampa      | Ciudad de México                     | Ciudad de los Deportes    | 30 247    | Caliente           | Adidas      |
| Atlas                | Roberto Medina        | Guadalajara, Jalisco                 | Jalisco                   | 55 020    | Caliente           | Charly      |
| Atlético de San Luis | Nacho Quintana        | San Luis Potosí, San Luis Potosí     | Alfonso Lastras           | 27 029    | Canel's            | Sporelli    |
| Cruz Azul            | Diego Testas          | Ciudad de México                     | Instalaciones de La Noria | 1000      | Cemento Cruz Azul  | Pirma       |
| Guadalajara          | Antonio Contreras     | Zapopan, Jalisco                     | Akron                     | 46 232    | Caliente           | Puma        |
| Juárez               | Óscar Fernández       | Ciudad Juárez, Chihuahua             | Olímpico Benito Juárez    | 19 703    | S-Mart             | Joma        |
| León                 | Alejandro Corona      | León, Guanajuato                     | Nou Camp                  | 31 297    | Cementos Fortaleza | Charly      |
| Mazatlán             | Mercedes Rodríguez    | Mazatlán, Sinaloa                    | El Encanto                | 20 195    | Banco Azteca       | Pirma       |
| Monterrey            | Amelia Valverde       | Guadalupe, Nuevo León                | BBVA                      | 53 529    | BBVA México        | Puma        |
| Necaxa               | Christian Astorga     | Aguascalientes, Aguascalientes       | Victoria                  | 23 851    | Rolcar             | Pirma       |
| Pachuca              | Óscar Torres          | Pachuca, Hidalgo                     | Hidalgo                   | 25 922    | Cementos Fortaleza | Skechers    |
| Puebla               | Carlos Adrián Morales | Puebla, Puebla                       | Cuauhtémoc                | 47 704    | Banco Azteca       | Pirma       |
| Querétaro            | Fernando Samayoa      | Querétaro, Querétaro                 | Corregidora               | 34 107    | Caliente           | Keuka       |
| Santos               | Jhonathan Lazcano     | Torreón, Coahuila                    | Corona                    | 29 101    | Soriana            | Charly      |
| Tigres UANL          | Pedro Martínez Losa   | San Nicolás de los Garza, Nuevo León | Universitario             | 41 886    | Cemex              | Adidas      |
| Tijuana              | Juan Romo             | Tijuana, Baja California             | Caliente                  | 26 158    | Caliente           | Charly      |
| Toluca               | Patrice Lair          | Toluca, Estado de México             | Nemesio Díez              | 27 273    | Arabela            | New Balance |
| UNAM                 | Marcello Frigério     | Ciudad de México                     | Olímpico Universitario    | 58 445    | DHL                | Nike        |

#### Sedes alternas
| Equipo    | Ciudad                         | Estadio                                     | Capacidad |
| --------- | ------------------------------ | ------------------------------------------- | --------- |
| América   | Ciudad de México               | Cancha Centenario No. 5 Club América        | 1 000     |
| Necaxa    | Aguascalientes, Aguascalientes | Instalaciones Casa Club Necaxa - Cancha 4   | 500       |
| Querétaro | Querétaro, Querétaro           | Olímpico Alameda                            | 4 600     |
| Querétaro | Querétaro, Querétaro           | Centro Gallo de Alto Rendimiento - Cancha 1 | 0         |
| Toluca    | Metepec, Estado de México      | Instalaciones de Metepec - Cancha 2         | 1 000     |

### Cambios de entrenadores
| Equipo   | Entrenador(a) (Jornadas)    | Fecha de vacante   | Tipo de salida    | Pos.   | Entrenador(a) entrante | Fecha de nombramiento |
| -------- | --------------------------- | ------------------ | ----------------- | ------ | ---------------------- | --------------------- |
| Necaxa   | Guadalupe Worbis (Pre.)     | 21 de mayo de 2025 | Renuncia          | (Pre.) | Christian Astorga      | 22 de mayo de 2025    |
| Toluca   | César Arzate INT (Pre.)     | 23 de mayo de 2025 | Fin de interinato | (Pre.) | Patrice Lair           | 23 de mayo de 2025    |
| Mazatlán | Carlos Roberto Pérez (Pre.) | 22 de mayo de 2025 | Despido           | (Pre.) | Mercedes Rodríguez     | 28 de mayo de 2025    |

## Torneo regular
- El Calendario completo según la página oficial.
- Los horarios son correspondientes al Tiempo del Centro de México (UTC-6).[21]

| Jornada 1            | Jornada 1 | Jornada 1     | Jornada 1               | Jornada 1   | Jornada 1 | Jornada 1    | Jornada 1  | Jornada 1 |
| Local                | Resultado | Visitante     | Estadio                 | Fecha       | Hora      | Espectadores | Amonestado | Expulsado |
| -------------------- | --------- | ------------- | ----------------------- | ----------- | --------- | ------------ | ---------- | --------- |
| Necaxa               | 2 – 1     | Mazatlán      | Victoria                | 11 de julio | 15:45     | 396          | 3          | 0         |
| Querétaro            | 1 – 1     | Santos Laguna | CEGAR - Cancha 1        | 11 de julio | 15:45     | 0            | 4          | 0         |
| León                 | 1 – 1     | Tijuana       | León                    | 12 de julio | 17:00     | 424          | 6          | 0         |
| Juárez               | 1 – 1     | Atlas         | Olímpico Benito Juárez  | 12 de julio | 21:00     | 1,528        | 5          | 1         |
| Puebla               | 1 – 5     | Pachuca       | Cuauhtémoc              | 13 de julio | 12:00     | 822          | 3          | 0         |
| Pumas UNAM           | 4 – 0     | Monterrey     | Olímpico Universitario  | 13 de julio | 12:00     | 3,363        | 4          | 0         |
| Atlético de San Luis | 0 – 2     | Guadalajara   | Alfonso Lastras Ramírez | 13 de julio | 17:00     | 1,853        | 5          | 0         |
| América              | 2 – 1     | Cruz Azul     | Ciudad de los Deportes  | 13 de julio | 17:00     | 3,838        | 3          | 0         |
| Tigres UANL          | 1 – 1     | Toluca        | Universitario           | 13 de julio | 19:00     | 6,022        | 5          | 0         |

| Jornada 2            | Jornada 2 | Jornada 2     | Jornada 2                 | Jornada 2   | Jornada 2 | Jornada 2    | Jornada 2  | Jornada 2 |
| Local                | Resultado | Visitante     | Estadio                   | Fecha       | Hora      | Espectadores | Amonestado | Expulsado |
| -------------------- | --------- | ------------- | ------------------------- | ----------- | --------- | ------------ | ---------- | --------- |
| Querétaro            |           | Guadalajara   | Olímpico Alameda          | 18 de julio | 17:00     |              |            |           |
| Tigres UANL          |           | Necaxa        | Universitario             | 18 de julio | 19:00     |              |            |           |
| Juárez               |           | Puebla        | Olímpico Benito Juárez    | 18 de julio | 21:00     |              |            |           |
| Cruz Azul            |           | Atlas         | Instalaciones de La Noria | 19 de julio | 15:45     |              |            |           |
| Toluca               |           | Santos Laguna | Nemesio Díez              | 19 de julio | 17:00     |              |            |           |
| Mazatlán             |           | León          | El Encanto                | 19 de julio | 21:00     |              |            |           |
| América              |           | Tijuana       | Ciudad de los Deportes    | 20 de julio | 17:00     |              |            |           |
| Atlético de San Luis |           | Monterrey     | Alfonso Lastras Ramírez   | 21 de julio | 19:00     |              |            |           |
| Pachuca              |           | Pumas UNAM    | Hidalgo                   | 31 de julio | 19:00     |              |            |           |

| Jornada 3     | Jornada 3 | Jornada 3            | Jornada 3                 | Jornada 3   | Jornada 3 | Jornada 3    | Jornada 3  | Jornada 3 |
| Local         | Resultado | Visitante            | Estadio                   | Fecha       | Hora      | Espectadores | Amonestado | Expulsado |
| ------------- | --------- | -------------------- | ------------------------- | ----------- | --------- | ------------ | ---------- | --------- |
| Atlas         |           | Puebla               | Jalisco                   | 24 de julio | 19:00     |              |            |           |
| Tijuana       |           | Toluca               | Caliente                  | 24 de julio | 21:00     |              |            |           |
| Monterrey     |           | Querétaro            | BBVA                      | 25 de julio | 19:00     |              |            |           |
| Pumas UNAM    |           | Necaxa               | Olímpico Universitario    | 27 de julio | 12:00     |              |            |           |
| León          |           | América              | León                      | 27 de julio | 17:00     |              |            |           |
| Cruz Azul     |           | Atlético de San Luis | Instalaciones de La Noria | 28 de julio | 15:45     |              |            |           |
| Santos Laguna |           | Tigres UANL          | Corona                    | 28 de julio | 19:00     |              |            |           |
| Mazatlán      |           | Pachuca              | El Encanto                | 28 de julio | 21:00     |              |            |           |
| Guadalajara   |           | Juárez               | Akron                     | 30 de julio | 19:00     |              |            |           |

| Jornada 4            | Jornada 4 | Jornada 4   | Jornada 4               | Jornada 4   | Jornada 4 | Jornada 4    | Jornada 4  | Jornada 4 |
| Local                | Resultado | Visitante   | Estadio                 | Fecha       | Hora      | Espectadores | Amonestado | Expulsado |
| -------------------- | --------- | ----------- | ----------------------- | ----------- | --------- | ------------ | ---------- | --------- |
| Tijuana              |           | Atlas       | Caliente                | 31 de julio | 21:00     |              |            |           |
| Necaxa               |           | León        | Victoria                | 1 de agosto | 17:00     |              |            |           |
| Tigres UANL          |           | Mazatlán    | Universitario           | 1 de agosto | 20:00     |              |            |           |
| Puebla               |           | Monterrey   | Cuauhtémoc              | 3 de agosto | 12:00     |              |            |           |
| América              |           | Querétaro   | Ciudad de los Deportes  | 3 de agosto | 17:00     |              |            |           |
| Atlético de San Luis |           | Juárez      | Alfonso Lastras Ramírez | 4 de agosto | 17:00     |              |            |           |
| Pumas UNAM           |           | Cruz Azul   | Olímpico Universitario  | 4 de agosto | 17:00     |              |            |           |
| Santos Laguna        |           | Guadalajara | Corona                  | 4 de agosto | 19:00     |              |            |           |
| Pachuca              |           | Toluca      | Hidalgo                 | 4 de agosto | 19:00     |              |            |           |

| Jornada 5   | Jornada 5 | Jornada 5            | Jornada 5              | Jornada 5   | Jornada 5 | Jornada 5    | Jornada 5  | Jornada 5 |
| Local       | Resultado | Visitante            | Estadio                | Fecha       | Hora      | Espectadores | Amonestado | Expulsado |
| ----------- | --------- | -------------------- | ---------------------- | ----------- | --------- | ------------ | ---------- | --------- |
| Querétaro   |           | Atlético de San Luis | Olímpico Alameda       | 8 de agosto | 17:00     |              |            |           |
| Guadalajara |           | Cruz Azul            | Akron                  | 8 de agosto | 17:00     |              |            |           |
| Monterrey   |           | Mazatlán             | BBVA                   | 8 de agosto | 19:00     |              |            |           |
| Atlas       |           | Tigres UANL          | Jalisco                | 8 de agosto | 19:00     |              |            |           |
| Juárez      |           | Tijuana              | Olímpico Benito Juárez | 8 de agosto | 21:00     |              |            |           |
| Puebla      |           | Pumas UNAM           | Cuauhtémoc             | 9 de agosto | 12:00     |              |            |           |
| Necaxa      |           | América              | Victoria               | 9 de agosto | 17:00     |              |            |           |
| Pachuca     |           | Santos Laguna        | Hidalgo                | 9 de agosto | 17:00     |              |            |           |
| Toluca      |           | León                 | Nemesio Díez           | 9 de agosto | 19:00     |              |            |           |

| Jornada 6            | Jornada 6 | Jornada 6   | Jornada 6                 | Jornada 6       | Jornada 6 | Jornada 6    | Jornada 6  | Jornada 6 |
| Local                | Resultado | Visitante   | Estadio                   | Fecha           | Hora      | Espectadores | Amonestado | Expulsado |
| -------------------- | --------- | ----------- | ------------------------- | --------------- | --------- | ------------ | ---------- | --------- |
| Cruz Azul            |           | Tijuana     | Instalaciones de La Noria | 12 de agosto    | 15:45     |              |            |           |
| Querétaro            |           | Pachuca     | Olímpico Alameda          | 12 de agosto    | 17:00     |              |            |           |
| Atlético de San Luis |           | Atlas       | Alfonso Lastras Ramírez   | 12 de agosto    | 17:00     |              |            |           |
| Tigres UANL          |           | Tijuana     | Universitario             | 12 de agosto    | 19:00     |              |            |           |
| León                 |           | Juárez      | León                      | 13 de agosto    | 17:00     |              |            |           |
| Toluca               |           | Guadalajara | Nemesio Díez              | 13 de agosto    | 19:00     |              |            |           |
| América              |           | Puebla      | Ciudad de los Deportes    | 13 de agosto    | 19:00     |              |            |           |
| Mazatlán             |           | Pumas UNAM  | El Encanto                | 13 de agosto    | 21:00     |              |            |           |
| Santos Laguna        |           | Necaxa      | Corona                    | 4 de septiembre | 19:00     |              |            |           |

| Jornada 7   | Jornada 7 | Jornada 7            | Jornada 7              | Jornada 7    | Jornada 7 | Jornada 7    | Jornada 7  | Jornada 7 |
| Local       | Resultado | Visitante            | Estadio                | Fecha        | Hora      | Espectadores | Amonestado | Expulsado |
| ----------- | --------- | -------------------- | ---------------------- | ------------ | --------- | ------------ | ---------- | --------- |
| Tigres UANL |           | Pachuca              | Universitario          | 15 de agosto | 20:00     |              |            |           |
| Tijuana     |           | Atlético de San Luis | Caliente               | 16 de agosto | 19:00     |              |            |           |
| Monterrey   |           | Santos Laguna        | BBVA                   | 16 de agosto | 21:00     |              |            |           |
| Pumas UNAM  |           | América              | Olímpico Universitario | 17 de agosto | 12:00     |              |            |           |
| Atlas       |           | Guadalajara          | Jalisco                | 17 de agosto | 19:00     |              |            |           |
| Juárez      |           | Toluca               | Olímpico Benito Juárez | 17 de agosto | 19:00     |              |            |           |
| Necaxa      |           | Cruz Azul            | Victoria               | 18 de agosto | 17:00     |              |            |           |
| León        |           | Querétaro            | León                   | 18 de agosto | 19:00     |              |            |           |
| Mazatlán    |           | Puebla               | El Encanto             | 18 de agosto | 19:00     |              |            |           |

| Jornada 8            | Jornada 8 | Jornada 8     | Jornada 8                 | Jornada 8    | Jornada 8 | Jornada 8    | Jornada 8  | Jornada 8 |
| Local                | Resultado | Visitante     | Estadio                   | Fecha        | Hora      | Espectadores | Amonestado | Expulsado |
| -------------------- | --------- | ------------- | ------------------------- | ------------ | --------- | ------------ | ---------- | --------- |
| Atlético de San Luis |           | Necaxa        | Alfonso Lastras Ramírez   | 24 de agosto | 17:00     |              |            |           |
| Pumas UNAM           |           | Tijuana       | Olímpico Universitario    | 25 de agosto | 18:00     |              |            |           |
| Puebla               |           | León          | Cuauhtémoc                | 25 de agosto | 19:00     |              |            |           |
| Juárez               |           | Mazatlán      | Olímpico Benito Juárez    | 25 de agosto | 21:00     |              |            |           |
| Cruz Azul            |           | Toluca        | Instalaciones de La Noria | 26 de agosto | 15:45     |              |            |           |
| Querétaro            |           | Tigres UANL   | Olímpico Alameda          | 26 de agosto | 17:00     |              |            |           |
| Pachuca              |           | Atlas         | Hidalgo                   | 26 de agosto | 19:00     |              |            |           |
| Guadalajara          |           | Monterrey     | Akron                     | 26 de agosto | 19:00     |              |            |           |
| América              |           | Santos Laguna | Ciudad de los Deportes    | 28 de agosto | 19:00     |              |            |           |

| Jornada 9     | Jornada 9 | Jornada 9            | Jornada 9                 | Jornada 9       | Jornada 9 | Jornada 9    | Jornada 9  | Jornada 9 |
| Local         | Resultado | Visitante            | Estadio                   | Fecha           | Hora      | Espectadores | Amonestado | Expulsado |
| ------------- | --------- | -------------------- | ------------------------- | --------------- | --------- | ------------ | ---------- | --------- |
| Monterrey     |           | Juárez               | BBVA                      | 29 de agosto    | 18:00     |              |            |           |
| Cruz Azul     |           | León                 | Instalaciones de La Noria | 30 de agosto    | 15:45     |              |            |           |
| Tijuana       |           | Necaxa               | Caliente                  | 30 de agosto    | 19:00     |              |            |           |
| Guadalajara   |           | Tigres UANL          | Akron                     | 31 de agosto    | 11:00     |              |            |           |
| Puebla        |           | Atlético de San Luis | Cuauhtémoc                | 31 de agosto    | 12:00     |              |            |           |
| Toluca        |           | Querétaro            | Nemesio Díez              | 31 de agosto    | 16:00     |              |            |           |
| Pachuca       |           | América              | Hidalgo                   | 31 de agosto    | 19:00     |              |            |           |
| Atlas         |           | Mazatlán             | Jalisco                   | 1 de septiembre | 18:00     |              |            |           |
| Santos Laguna |           | Pumas UNAM           | Corona                    | 1 de septiembre | 20:00     |              |            |           |

| Jornada 10  | Jornada 10 | Jornada 10           | Jornada 10             | Jornada 10      | Jornada 10 | Jornada 10   | Jornada 10 | Jornada 10 |
| Local       | Resultado  | Visitante            | Estadio                | Fecha           | Hora       | Espectadores | Amonestado | Expulsado  |
| ----------- | ---------- | -------------------- | ---------------------- | --------------- | ---------- | ------------ | ---------- | ---------- |
| Atlas       |            | Querétaro            | Jalisco                | 5 de septiembre | 19:00      |              |            |            |
| León        |            | Guadalajara          | León                   | 5 de septiembre | 19:00      |              |            |            |
| Juárez      |            | Pachuca              | Olímpico Benito Juárez | 5 de septiembre | 21:00      |              |            |            |
| Mazatlán    |            | Cruz Azul            | El Encanto             | 5 de septiembre | 21:00      |              |            |            |
| Pumas UNAM  |            | Toluca               | Olímpico Universitario | 6 de septiembre | 12:00      |              |            |            |
| América     |            | Atlético de San Luis | Ciudad de los Deportes | 7 de septiembre | 12:00      |              |            |            |
| Tigres UANL |            | Monterrey            | Universitario          | 7 de septiembre | 17:00      |              |            |            |
| Tijuana     |            | Santos Laguna        | Caliente               | 7 de septiembre | 19:00      |              |            |            |
| Necaxa      |            | Puebla               | Victoria               | 8 de septiembre | 17:00      |              |            |            |

| Jornada 11           | Jornada 11 | Jornada 11  | Jornada 11                | Jornada 11       | Jornada 11 | Jornada 11   | Jornada 11 | Jornada 11 |
| Local                | Resultado  | Visitante   | Estadio                   | Fecha            | Hora       | Espectadores | Amonestado | Expulsado  |
| -------------------- | ---------- | ----------- | ------------------------- | ---------------- | ---------- | ------------ | ---------- | ---------- |
| Querétaro            |            | Puebla      | Olímpico Alameda          | 11 de septiembre | 17:00      |              |            |            |
| Toluca               |            | Monterrey   | Nemesio Díez              | 12 de septiembre | 18:00      |              |            |            |
| Tigres UANL          |            | Pumas UNAM  | Universitario             | 12 de septiembre | 20:00      |              |            |            |
| Cruz Azul            |            | Juárez      | Instalaciones de La Noria | 13 de septiembre | 15:45      |              |            |            |
| Mazatlán             |            | Tijuana     | El Encanto                | 13 de septiembre | 21:00      |              |            |            |
| América              |            | Guadalajara | Ciudad de los Deportes    | 14 de septiembre | 12:00      |              |            |            |
| Pachuca              |            | Necaxa      | Hidalgo                   | 14 de septiembre | 19:00      |              |            |            |
| Atlético de San Luis |            | León        | Alfonso Lastras Ramírez   | 15 de septiembre | 17:00      |              |            |            |
| Santos Laguna        |            | Atlas       | Corona                    | 15 de septiembre | 19:00      |              |            |            |

| Jornada 12           | Jornada 12 | Jornada 12    | Jornada 12              | Jornada 12       | Jornada 12 | Jornada 12   | Jornada 12 | Jornada 12 |
| Local                | Resultado  | Visitante     | Estadio                 | Fecha            | Hora       | Espectadores | Amonestado | Expulsado  |
| -------------------- | ---------- | ------------- | ----------------------- | ---------------- | ---------- | ------------ | ---------- | ---------- |
| Querétaro            |            | Pumas UNAM    | Olímpico Alameda        | 19 de septiembre | 17:00      |              |            |            |
| Juárez               |            | Tigres UANL   | Olímpico Benito Juárez  | 19 de septiembre | 21:00      |              |            |            |
| Necaxa               |            | Atlas         | Victoria                | 20 de septiembre | 17:00      |              |            |            |
| Guadalajara          |            | Tijuana       | Akron                   | 21 de septiembre | 11:00      |              |            |            |
| Puebla               |            | Cruz Azul     | Cuauhtémoc              | 21 de septiembre | 12:00      |              |            |            |
| Atlético de San Luis |            | Mazatlán      | Alfonso Lastras Ramírez | 21 de septiembre | 17:00      |              |            |            |
| Toluca               |            | América       | Nemesio Díez            | 22 de septiembre | 18:00      |              |            |            |
| León                 |            | Santos Laguna | León                    | 22 de septiembre | 19:00      |              |            |            |
| Monterrey            |            | Pachuca       | BBVA                    | 22 de septiembre | 20:00      |              |            |            |

| Jornada 13    | Jornada 13 | Jornada 13           | Jornada 13             | Jornada 13       | Jornada 13 | Jornada 13   | Jornada 13 | Jornada 13 |
| Local         | Resultado  | Visitante            | Estadio                | Fecha            | Hora       | Espectadores | Amonestado | Expulsado  |
| ------------- | ---------- | -------------------- | ---------------------- | ---------------- | ---------- | ------------ | ---------- | ---------- |
| Tijuana       |            | Querétaro            | Caliente               | 25 de septiembre | 20:00      |              |            |            |
| América       |            | Juárez               | Ciudad de los Deportes | 26 de septiembre | 19:00      |              |            |            |
| Tigres UANL   |            | León                 | Universitario          | 26 de septiembre | 20:00      |              |            |            |
| Pumas UNAM    |            | Atlético de San Luis | Olímpico Universitario | 27 de septiembre | 12:00      |              |            |            |
| Atlas         |            | Toluca               | Jalisco                | 28 de septiembre | 19:00      |              |            |            |
| Pachuca       |            | Cruz Azul            | Hidalgo                | 28 de septiembre | 19:00      |              |            |            |
| Necaxa        |            | Monterrey            | Victoria               | 29 de septiembre | 18:00      |              |            |            |
| Santos Laguna |            | Puebla               | Corona                 | 29 de septiembre | 20:00      |              |            |            |
| Mazatlán      |            | Guadalajara          | El Encanto             | 30 de septiembre | 19:00      |              |            |            |

| Jornada 14    | Jornada 14 | Jornada 14           | Jornada 14                | Jornada 14   | Jornada 14 | Jornada 14   | Jornada 14 | Jornada 14 |
| Local         | Resultado  | Visitante            | Estadio                   | Fecha        | Hora       | Espectadores | Amonestado | Expulsado  |
| ------------- | ---------- | -------------------- | ------------------------- | ------------ | ---------- | ------------ | ---------- | ---------- |
| Querétaro     |            | Necaxa               | Olímpico Alameda          | 3 de octubre | 17:00      |              |            |            |
| Cruz Azul     |            | Tijuana              | Instalaciones de La Noria | 4 de octubre | 15:45      |              |            |            |
| Toluca        |            | Mazatlán             | Nemesio Díez              | 4 de octubre | 15:45      |              |            |            |
| Guadalajara   |            | Pumas UNAM           | Akron                     | 5 de octubre | 11:00      |              |            |            |
| Puebla        |            | Tigres UANL          | Cuauhtémoc                | 5 de octubre | 12:00      |              |            |            |
| Atlas         |            | León                 | Jalisco                   | 5 de octubre | 17:00      |              |            |            |
| Pachuca       |            | Atlético de San Luis | Hidalgo                   | 5 de octubre | 19:00      |              |            |            |
| Santos Laguna |            | Juárez               | Corona                    | 6 de octubre | 18:00      |              |            |            |
| Monterrey     |            | América              | BBVA                      | 6 de octubre | 20:00      |              |            |            |

| Jornada 15           | Jornada 15 | Jornada 15    | Jornada 15                | Jornada 15    | Jornada 15 | Jornada 15   | Jornada 15 | Jornada 15 |
| Local                | Resultado  | Visitante     | Estadio                   | Fecha         | Hora       | Espectadores | Amonestado | Expulsado  |
| -------------------- | ---------- | ------------- | ------------------------- | ------------- | ---------- | ------------ | ---------- | ---------- |
| León                 |            | Pachuca       | León                      | 10 de octubre | 17:00      |              |            |            |
| América              |            | Tigres UANL   | Ciudad de los Deportes    | 10 de octubre | 19:00      |              |            |            |
| Tijuana              |            | Monterrey     | Caliente                  | 10 de octubre | 21:00      |              |            |            |
| Pumas UNAM           |            | Atlas         | Olímpico Universitario    | 11 de octubre | 12:00      |              |            |            |
| Cruz Azul            |            | Santos Laguna | Instalaciones de La Noria | 11 de octubre | 15:45      |              |            |            |
| Juárez               |            | Necaxa        | Olímpico Benito Juárez    | 11 de octubre | 17:00      |              |            |            |
| Mazatlán             |            | Querétaro     | El Encanto                | 11 de octubre | 21:00      |              |            |            |
| Guadalajara          |            | Puebla        | Akron                     | 12 de octubre | 11:00      |              |            |            |
| Atlético de San Luis |            | Toluca        | Alfonso Lastras Ramírez   | 12 de octubre | 17:00      |              |            |            |

| Jornada 16    | Jornada 16 | Jornada 16           | Jornada 16             | Jornada 16    | Jornada 16 | Jornada 16   | Jornada 16 | Jornada 16 |
| Local         | Resultado  | Visitante            | Estadio                | Fecha         | Hora       | Espectadores | Amonestado | Expulsado  |
| ------------- | ---------- | -------------------- | ---------------------- | ------------- | ---------- | ------------ | ---------- | ---------- |
| Atlas         |            | América              | Jalisco                | 15 de octubre | 19:00      |              |            |            |
| Pumas UNAM    |            | Juárez               | Olímpico Universitario | 16 de octubre | 18:00      |              |            |            |
| Querétaro     |            | Cruz Azul            | Olímpico Alameda       | 17 de octubre | 17:00      |              |            |            |
| Necaxa        |            | Toluca               | Victoria               | 17 de octubre | 17:00      |              |            |            |
| Santos Laguna |            | Mazatlán             | Corona                 | 17 de octubre | 19:00      |              |            |            |
| Tigres UANL   |            | Atlético de San Luis | Universitario          | 18 de octubre | 17:00      |              |            |            |
| Puebla        |            | Tijuana              | Cuauhtémoc             | 19 de octubre | 12:00      |              |            |            |
| Monterrey     |            | León                 | BBVA                   | 19 de octubre | 17:00      |              |            |            |
| Pachuca       |            | Guadalajara          | Hidalgo                | 19 de octubre | 19:00      |              |            |            |

| Jornada 17           | Jornada 17 | Jornada 17    | Jornada 17                | Jornada 17     | Jornada 17 | Jornada 17   | Jornada 17 | Jornada 17 |
| Local                | Resultado  | Visitante     | Estadio                   | Fecha          | Hora       | Espectadores | Amonestado | Expulsado  |
| -------------------- | ---------- | ------------- | ------------------------- | -------------- | ---------- | ------------ | ---------- | ---------- |
| Guadalajara          |            | Necaxa        | Akron                     | 31 de octubre  | 17:00      |              |            |            |
| Toluca               |            | Puebla        | Nemesio Díez              | 31 de octubre  | 17:00      |              |            |            |
| Juárez               |            | Querétaro     | Olímpico Benito Juárez    | 31 de octubre  | 19:00      |              |            |            |
| Monterrey            |            | Atlas         | BBVA                      | 31 de octubre  | 21:00      |              |            |            |
| Tijuana              |            | Puebla        | Caliente                  | 31 de octubre  | 21:00      |              |            |            |
| Cruz Azul            |            | Tigres UANL   | Instalaciones de La Noria | 1 de noviembre | 15:45      |              |            |            |
| Atlético de San Luis |            | Santos Laguna | Alfonso Lastras Ramírez   | 1 de noviembre | 17:00      |              |            |            |
| León                 |            | Pumas UNAM    | León                      | 1 de noviembre | 17:00      |              |            |            |
| Mazatlán             |            | América       | El Encanto                | 1 de noviembre | 19:00      |              |            |            |

## Tabla general
| Pos. | Equipo            | Pts. | PJ | G | E | P | GF | GC | Dif. | Clasificación    |
| ---- | ----------------- | ---- | -- | - | - | - | -- | -- | ---- | ---------------- |
| 1    | América           | 21   | 7  | 7 | 0 | 0 | 28 | 3  | +25  | Cuartos de final |
| 2    | Toluca            | 17   | 7  | 5 | 2 | 0 | 10 | 4  | +6   | Cuartos de final |
| 3    | Tigres UANL       | 16   | 7  | 5 | 1 | 1 | 19 | 4  | +15  | Cuartos de final |
| 4    | Monterrey         | 15   | 7  | 5 | 0 | 2 | 20 | 11 | +9   | Cuartos de final |
| 5    | Pachuca           | 14   | 7  | 4 | 2 | 1 | 24 | 9  | +15  | Cuartos de final |
| 6    | Pumas UNAM        | 13   | 6  | 4 | 1 | 1 | 13 | 6  | +7   | Cuartos de final |
| 7    | Guadalajara       | 13   | 7  | 4 | 1 | 2 | 9  | 5  | +4   | Cuartos de final |
| 8    | Juárez            | 11   | 7  | 3 | 2 | 2 | 9  | 5  | +4   | Cuartos de final |
| 9    | Atlético San Luis | 10   | 7  | 3 | 1 | 3 | 5  | 8  | −3   |                  |
| 10   | León              | 9    | 7  | 2 | 3 | 2 | 10 | 11 | −1   |                  |
| 11   | Cruz Azul         | 8    | 7  | 2 | 2 | 3 | 14 | 10 | +4   |                  |
| 12   | Atlas             | 6    | 7  | 1 | 3 | 3 | 5  | 12 | −7   |                  |
| 13   | Necaxa            | 5    | 6  | 1 | 2 | 3 | 6  | 14 | −8   |                  |
| 14   | Santos Laguna     | 4    | 6  | 1 | 1 | 4 | 5  | 11 | −6   |                  |
| 15   | Querétaro         | 3    | 7  | 0 | 3 | 4 | 7  | 23 | −16  |                  |
| 16   | Tijuana           | 2    | 7  | 0 | 2 | 5 | 5  | 14 | −9   |                  |
| 17   | Puebla            | 1    | 7  | 0 | 1 | 6 | 3  | 20 | −17  |                  |
| 18   | Mazatlán          | 1    | 6  | 0 | 1 | 5 | 3  | 25 | −22  |                  |

Actualizado a los partidos jugados el 18 de agosto de 2025.
 Fuente: Página oficial
Criterios de clasificación: Puntos · Diferencia de goles · Goles a favor · Play-off

### Evolución de la clasificación
Fecha de actualización: 18 de agosto de 2025
| Equipo            | 1  | 2  | 3  | 4  | 5  | 6   | 7   | 8 | 9 | 10 | 11 | 12 | 13 | 14 | 15 | 16 | 17 |
| Equipo            |    |    |    |    |    |     |     |   |   |    |    |    |    |    |    |    |    |
| ----------------- | -- | -- | -- | -- | -- | --- | --- | - | - | -- | -- | -- | -- | -- | -- | -- | -- |
| América           | 4  | 1  | 1  | 1  | 1  | 1   | 1   | 1 |   |    |    |    |    |    |    |    |    |
| Toluca            | 6  | 6  | 6  | 4  | 4  | 3   | 2   |   |   |    |    |    |    |    |    |    |    |
| Tigres UANL       | 13 | 3  | 4  | 2  | 2  | 2   | 3   |   |   |    |    |    |    |    |    |    |    |
| Monterrey         | 18 | 10 | 7  | 5  | 5  | 5   | 4   |   |   |    |    |    |    |    |    |    |    |
| Pachuca           | 1  | 7* | 3  | 7  | 6  | 6   | 5   |   |   |    |    |    |    |    |    |    |    |
| Pumas UNAM        | 2  | 8* | 5  | 3  | 3  | 4*  | 6*  | * | * | *  |    |    |    |    |    |    |    |
| Guadalajara       | 3  | 2  | 2  | 6  | 8  | 8   | 7   |   |   |    |    |    |    |    |    |    |    |
| Juárez            | 11 | 5  | 8  | 8  | 7  | 7   | 8   |   |   |    |    |    |    |    |    |    |    |
| Atlético San Luis | 16 | 17 | 13 | 14 | 9  | 11  | 9   |   |   |    |    |    |    |    |    |    |    |
| León              | 10 | 4  | 9  | 9  | 10 | 9   | 10  |   |   |    |    |    |    |    |    |    |    |
| Cruz Azul         | 15 | 9  | 11 | 13 | 12 | 10  | 11  |   |   |    |    |    |    |    |    |    |    |
| Atlas             | 8  | 15 | 10 | 10 | 11 | 12  | 12  |   |   |    |    |    |    |    |    |    |    |
| Necaxa            | 5  | 11 | 12 | 12 | 14 | 14* | 13* | * |   |    |    |    |    |    |    |    |    |
| Santos Laguna     | 7  | 12 | 15 | 11 | 13 | 13* | 14* | * |   |    |    |    |    |    |    |    |    |
| Querétaro         | 12 | 13 | 14 | 16 | 16 | 16  | 15  |   |   |    |    |    |    |    |    |    |    |
| Tijuana           | 9  | 14 | 16 | 15 | 15 | 15  | 16  |   |   |    |    |    |    |    |    |    |    |
| Puebla            | 17 | 18 | 17 | 17 | 17 | 17  | 17  |   |   |    |    |    |    |    |    |    |    |
| Mazatlán          | 14 | 16 | 18 | 18 | 18 | 18* | 18* | * | * |    |    |    |    |    |    |    |    |

- (*) Indica la posición del equipo con un partido pendiente.